# Diaphanogryllacris annamita
Diaphanogryllacris annamita är en insektsart som först beskrevs av Griffini 1909.  Diaphanogryllacris annamita ingår i släktet Diaphanogryllacris och familjen Gryllacrididae. Inga underarter finns listade i Catalogue of Life.